# Cenizas del paraíso
Cenizas del paraíso és una pel·lícula argentina de Marcelo Piñeyro, protagonitzada per Héctor Alterio, Cecilia Roth, Leonardo Sbaraglia i Leticia Brédice, entre un extens elenc amb diverses figures destacades. El guió va ser escrit pel director i Aída Bortnik. Estrenada el 7 d'agost de 1997. Guanyadora de set premis, entre ells el Premi Goya a la millor pel·lícula de parla hispana de 1998. També fou seleccionada per representar Argentina a l'Oscar a la millor pel·lícula de parla no anglesa, però finalment no fou nominada.

## Sinopsi
La pel·lícula es desenvolupa entorn d'una família argentina d'origen grec, els Makantasis, integrada per un jutge, Costa Makantasis (Héctor Alterio), i els seus tres fills: Nicolás (Daniel Kuzniecka), Pablo (Leonardo Sbaraglia) i Alejandro (Nicolás Abeles). Alejandro està de promès i profundament enamorat d'Ana Muro (Leticia Brédice), però ella al seu torn manté relacions amb Nicolás i sent un correspost interès respecte a Pablo, qui, malgrat l'evident tensió sexual entre tots dos i sabent que les infidelitats d'Ana amb Nicolás, decideix mantenir-se al marge. Ana és a més filla d'un poderós empresari mafiós investigat pel jutge Makantasis: Francisco Muro (Jorge Marrale). El dia 17 de desembre, moren tant el jutge Makantasis, en un dubtós suïcidi després de llançar-se de l'alt del palau de tribunals, com Ana, apunyalada. Els tres germans confessen la seva culpabilitat en el crim d'Ana i afirmen haver actuat en solitari, per la qual cosa els seus testimoniatges es contradiuen. La jutgessa Teller (Cecilia Roth), al càrrec del cas Muro, intenta establir què va succeir realment. El relat cinematogràfic no és lineal, anant i venint en el temps i seguint les línies testimonials de cada germà i finalment la perspectiva de la mateixa Ana.

## Localització
Les escenes en tribunals està filmades al Palau de Justícia de Buenos Aires.

## Actors
1. Héctor Alterio (Costa Makantasis, j jutge i pare dels germans)
2. Cecilia Roth (Beatriz Teller, la jutgessa)
3. Leonardo Sbaraglia (Pablo Makantasis)
4. Leticia Brédice (Ana Muro, la víctima, filla de Francisco Muro)
5. Daniel Kuzniecka (Nicolás Makantasis)
6. Nicolás Abeles (Alejandro Makantasis)
7. Alejo García Pintos (Yeti)
8. Maximiliano Ghione (Reporteo)
9. Emilio Bardi (Méndez)
10. Daniel Dibiase (Legista)
11. Ana María Ambasz (Azucena)
12. Rita Cortese (Mirta)
13. Roxana Carrara (Patricia)
14. Jorge García Marino (Forense)
15. Hugo Álvarez (II) (Assistent Forense)
16. Jorge Marrale (Francisco Muro, poderós empresari)
17. Guillermo Rosasco (dvocat Jove)
18. Susana Machini (Senyora Tràmits)
19. Mariana Díaz (Advocada)
20. Clarissa Waldman (Empleada Jutjat)
21. Marcela Fernández (Empleada Jutjat)
22. Chela Ruiz (Isabel Guemes, empleada domèstica dels Makantasis)
23. José María Monje (Guàrdia Cacho)
24. Ernesto Claudio (Martini)
25. Fernando Álvarez (Guàrdia Tito)
26. Diego Jakubowicz (Empleat Jutjat)
27. Fabián Rendo (Plastilina)
28. Roberto Baldi (Guàrdia)
29. Eduardo Peaguda (Fonte)
30. Pablo Nápoli (Araz)
31. Mónica Scaparone (Carolina Miranda, xicota de Pablo Makantasis -Leo Sbaraglia-)
32. Celina Font (Dolores)
33. Luz Moyano (Chica del regalador)
34. Rafael Blanco (Regalador)
35. Mariano Moussead (Hereu
36. Horaci Arnoni (Trafa)
37. Isabel Macedo (Dona de l'hereu)
38. Glenda Fursyfer (Dona del Trafa)
39. Alejandro Fain (Tony)
40. María Fiorentino (Hilda)
41. Erasme Olivera (Hernán)
42. Javier García (Gabriel Nogués)
43. Jorge Prado (Policia)
44. Daniel Gallardo (Fiscal Prado)
45. Héctor Bordoni (Omar)
46. Sergio Ríos (Infermer)
47. Germán V. Torres (Infermer)
48. Fabio Aste (Mèdic Equip d'Urgències)
49. Gabriel Galíndez (Infermer Urgències)
50. Hilda Mantovani (Ángela)
51. Luis Albano (Sergent)
52. Hernán Vargas (Pacient)
53. Estela Sztokhamer (Dona de Pacient)
54. Ivana Quiroga (Núvia de Pani)
55. Julián Cavero (Advocat Corretja)
56. Enrique Latorre (Guàrdia Cel·lular)
57. Tito Haas (Cap Alcaldia)
58. Horaci Roca (Iriarte)
59. Pablo Rojas (Advocat Suárez)
60. Antonio Fernández Llorente (Periodista TV)
61. Alejandro Caprile (Killer)
62. Luis Morabes (Killer)
63. Jorge Román
64. Adrián Batista
65. Daniela Catz

## Premis
- Premis Còndor de Plata (1997): millor actriu de repartiment (Leticia Brédice)[5]
- Goya a la millor pel·lícula estrangera de parla hispana (1998)[6]
- Festival Internacional del Nou Cinema Llatinoamericà de l'Havana: millor música, millor guió i Premi OCIC; segon lloc del premi del públic.
- Mostra de Cinema Llatinoamericà de Lleida: premi del públic[7]